# Corinne Jaber
Corinne Jaber (Monaco di Baviera, ...) è un'attrice teatrale francese.

## Biografia
Figlia di padre siriano e madre tedesca, ha trascorso l'infanzia tra Canada e Germania. Arrivata a Parigi nel 1984, si è formata come attrice presso la scuola "Jacques Lecoq". Trilingue, recita in inglese, francese e tedesco.
Ha avuto la sua prima esperienza a teatro nel 1987, con delle piccole parti nella tournée mondiale del Mahabharata di Peter Brook, per poi interpretare un ruolo più sostanziale, quello di Ambā, nella miniserie TV del 1989. Ha ricevuto il premio Molière per la migliore attrice nel 2001 per Una bestia sulla luna, dramma teatrale sulla storia di un sopravvissuto al genocidio armeno diretto dalla figlia di Brook, Irina.
Nel 2009 ha diretto Sœurs, un'opera teatrale sviluppata da Fabrice Melquiot dopo due anni di scrittura collaborativa con attrici afghane, rappresentata al Centro culturale francese di Kabul e poi al 5° Festival Nazionale del Teatro Afghano.

## Teatro
- Le Mahabharata di Jean-Claude Carrière, regia di Peter Brook. Centre international de créations théâtrales (1987–88)
- Le Dibbouk di Bruce Myers, da Semën An-skij, regia di Bruce Myers. Gate Theatre di Dublino
- Le Dibbouk di Bruce Myers, da Semën An-skij, regia di Bruce Myers. Hampstead Theatre di Londra
- Le Dibbouk di Bruce Myers, da Semën An-skij, regia di Bruce Myers. Théâtre Kléber-Méleau di Losanna
- La fonte dei santi di John Millington Synge, regia di Bruce Myers. Théâtre Kléber-Méleau di Losanna (1992)
- Il golem di Halpern Leivick, regia di Bruce Myers. Hamburger Kammerspiele di Amburgo (1995)
- I fanatici di Robert Musil, regia di Patrick Haggiag. Théâtre de Gennevilliers di Gennevilliers (1996)
- Una bestia sulla luna di Richard Kalinovski, regia di Irina Brook. Battersea Arts Centre di Londra (1996)
- Una bestia sulla luna di Richard Kalinovski, regia di Irina Brook. MC93 di Bobigny (1998)
- Una bestia sulla luna di Richard Kalinovski, regia di Irina Brook. Théâtre de Vidy di Losanna (1998)
- Ballando a Lughnasa di Brian Friel, traduzione di Jean-Marie Besset, regia di Irina Brook. MC93 Bobigny (1999)
- Una bestia sulla luna di Richard Kalinovski, regia di Irina Brook. Théâtre de l'Œuvre di Parigi (2001)
- I grugni del diavolo di Fabrice Melquiot, regia di Emmanuel Demarcy-Mota. Théâtre de la Bastille di Parigi (2002)
- L'Incroyable voyage di Gilles Granouillet, regia di Philippe Adrien. Théâtre de la Tempête di Parigi (2003)
- Noir est ta couleur di Daniel Keene, regia di Habib Naghmouchin. Théâtre de la Boutonnière di Parigi (2004)
- Ghiaccio di Bryony Lavery, regia di Lesley Chatterley. Théâtre du Marais  di Parigi (2005)
- Enrico VIII di William Shakespeare, regia di Greg Thompson. Royal Shakespeare Company (2006)
- Due partite di Cristina Comencini, regia di Claudia Stavisky. Teatro dei Celestini di Lione (2007–08)
- Due partite di Cristina Comencini, regia di Claudia Stavisky. Théâtre de la Commune di Aubervilliers (2009)
- La Femme silencieuse di Monique Esther Rotenberg, regia di Pascal Elso, Théâtre Adyar di Parigi (2011)
- Itaca di Botho Strauß, regia di Jean-Louis Martinelli. Théâtre Liberté di Parigi (2011)
- Itaca di Botho Strauß, regia di Jean-Louis Martinelli. MC2  di Parigi (2012)
- La Femme silencieuse de Monique Esther Rotenberg, regia di Pascal Elso. Petit Hébertot di Parigi (2014)

## Filmografia
- Il Mahabharata (The Mahabharata) – miniserie TV, 3 puntate (1989)
- Immortal Ad Vitam, regia di Enki Bilal (2005)

## Riconoscimenti
- Premio Molière
  - 2001 – Migliore attrice per Una bestia sulla luna